# Сульмаш (река)
Сульмаш (устар. Сульмяш) — река в России, протекает по территории Чернушинского района Пермского края. Устье реки на 305 км от устья Таныпа. Длина реки — 20 км.

## Данные водного реестра
По данным государственного водного реестра России относится к Камскому бассейновому округу, водохозяйственный участок реки — Белая от города Бирск и до устья, речной подбассейн реки — Белая. Речной бассейн реки — Кама.